# كيم كارول
كيم كارول (بالإنجليزية: Kim Carroll)‏ (2 سبتمبر 1987 في أستراليا - ) هي لاعبة كرة قدم أسترالية في مركز الدفاع. شاركت مع منتخب أستراليا الوطني لكرة القدم للسيدات تحت 20 سنة ‏ ومنتخب أستراليا لكرة القدم للسيدات. أما مع النوادي، فقد لعبت مع Fortuna Hjørring ‏ وBrisbane Roar FC (women) ‏ وبرث غلوري إف سي.

## وصلات خارجية
- كيم كارول على موقع الاتحاد الدولي (مؤرشف)  (الإنجليزية)
- كيم كارول على موقع الاتحاد الأوربي (الإنجليزية)
- كيم كارول على موقع الاتحاد الأوربي (الإنجليزية)
- كيم كارول على موقع قاعدة بيانات كرة القدم.إي يو (الإنجليزية)
- كيم كارول على موقع عالم كرة القدم.نت (الإنجليزية)